# Xylocopa cubaecola
Xylocopa cubaecola är en biart som beskrevs av Lucas 1857. Xylocopa cubaecola ingår i släktet snickarbin, och familjen långtungebin. Inga underarter finns listade i Catalogue of Life.

## Bildgalleri

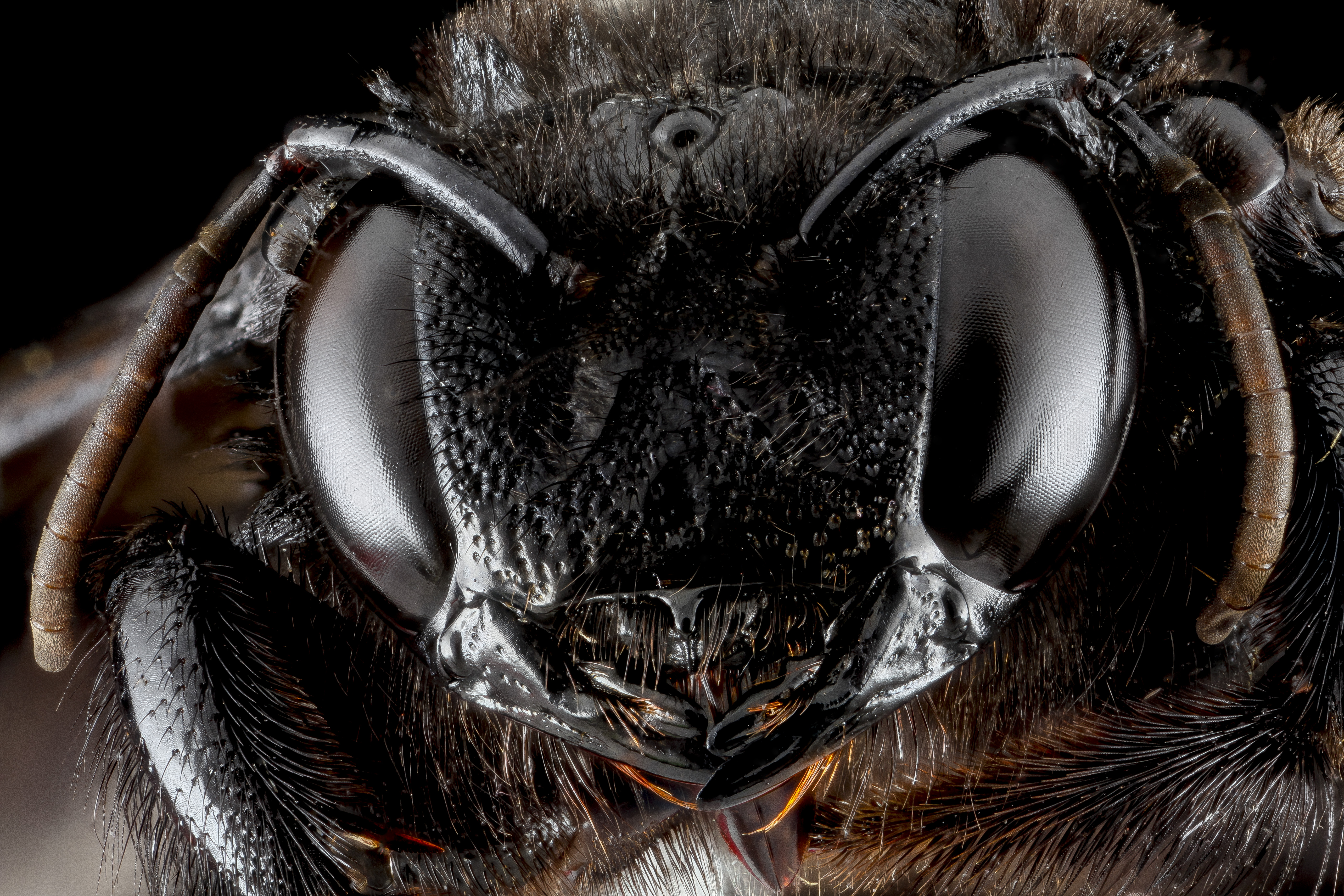
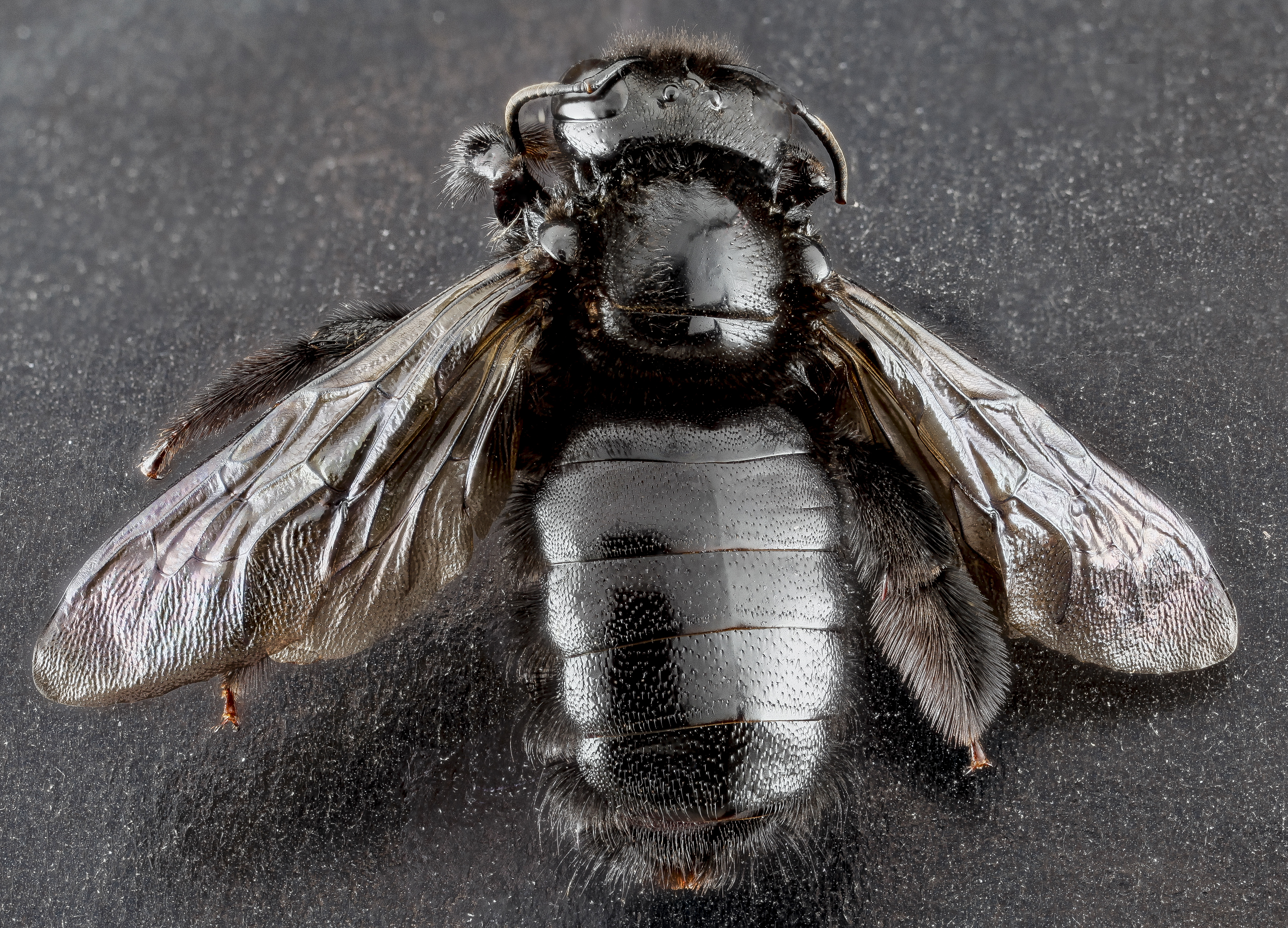
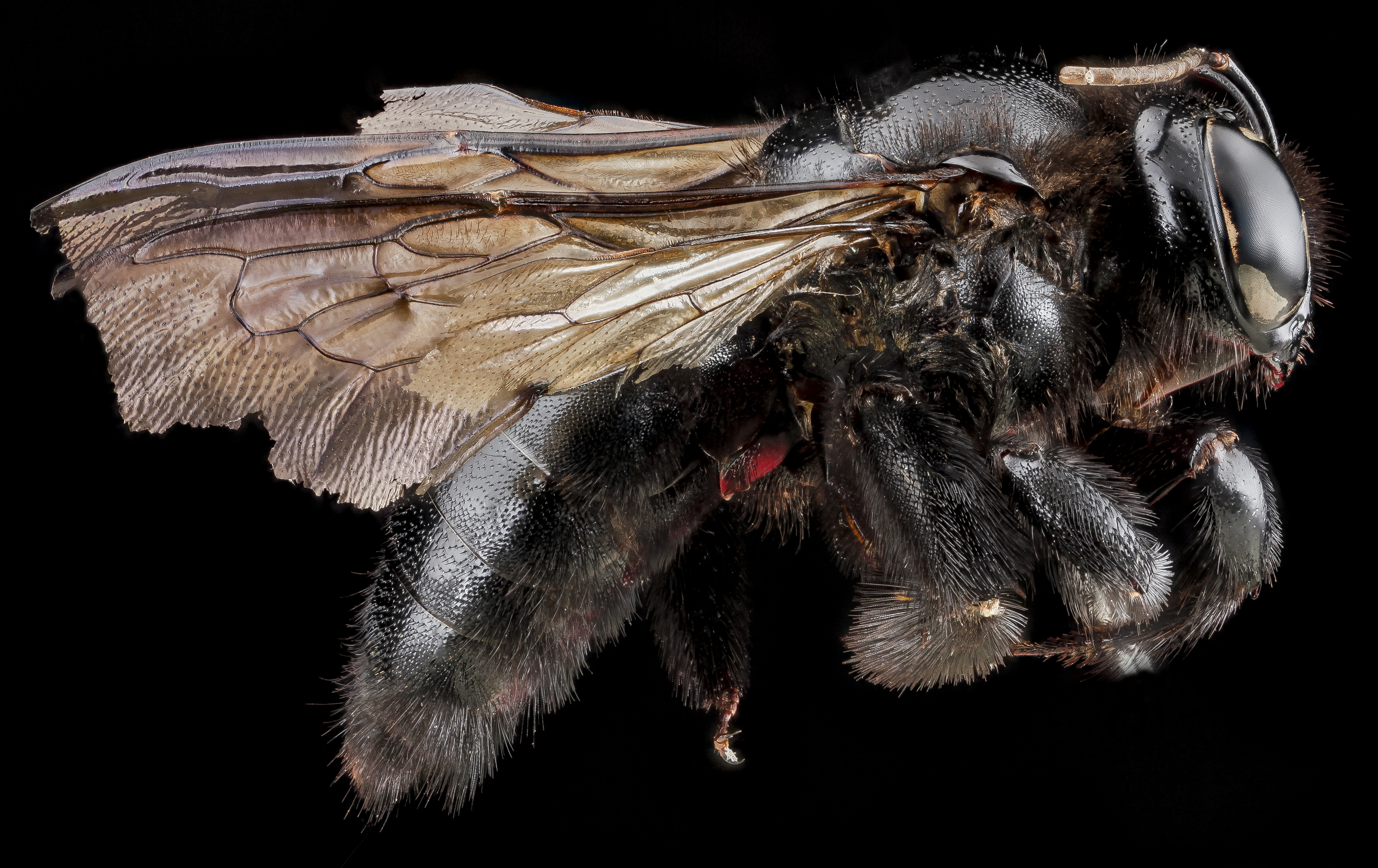
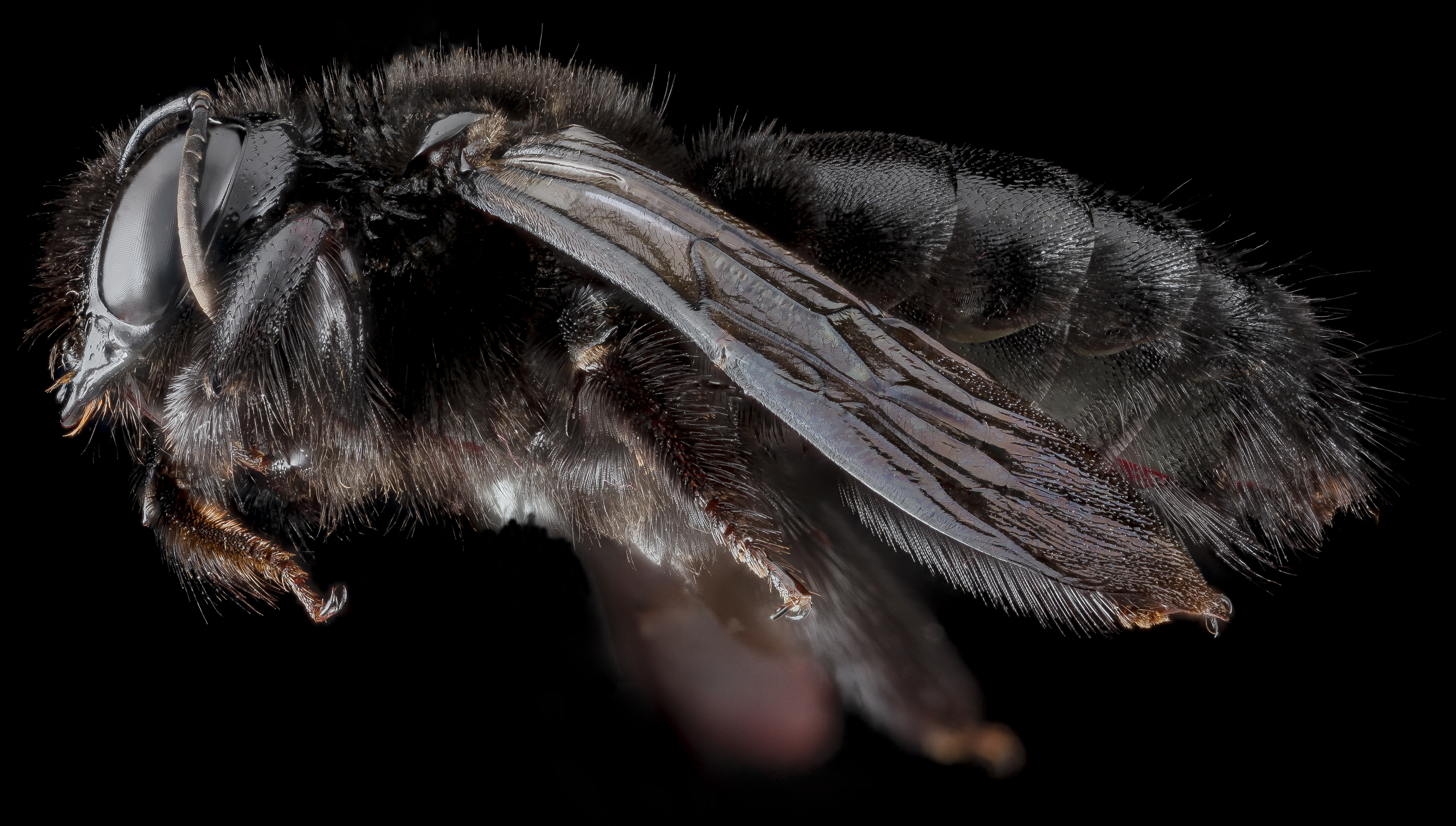